# Hockey op de Gemenebestspelen 2002
Hockey is een van de sporten die beoefend werden op de Gemenebestspelen 2002 in het Belle Vue Hockey Centre in Manchester, Engeland. Het toernooi liep van 27 juli tot en met 4 augustus. Het hockeytoernooi vond plaats van 16 tot en met 26 maart.

## Medaillewinnaars
| Discipline | Goud      | Zilver        | Brons     |
| ---------- | --------- | ------------- | --------- |
| Mannen     | Australië | Nieuw-Zeeland | Pakistan  |
| Vrouwen    | India     | Engeland      | Australië |

Kuala Lumpur 1998 (mannen, vrouwen) · 
Manchester 2002 (mannen, vrouwen) · 
Melbourne 2006 (mannen, vrouwen) · 
Delhi 2010 (mannen, vrouwen) · 
Glasgow 2014 (mannen, vrouwen)
Atletiek · Badminton · Boksen · Bowls · Gewichtheffen · Gymnastiek · Hockey · Judo · Netball · Rugby sevens · Schietsport · Schoonspringen · Squash · Synchroonzwemmen · Tafeltennis · Triatlon · Wielersport · Worstelen · Zwemmen